# Vie monastique au Bhoutan

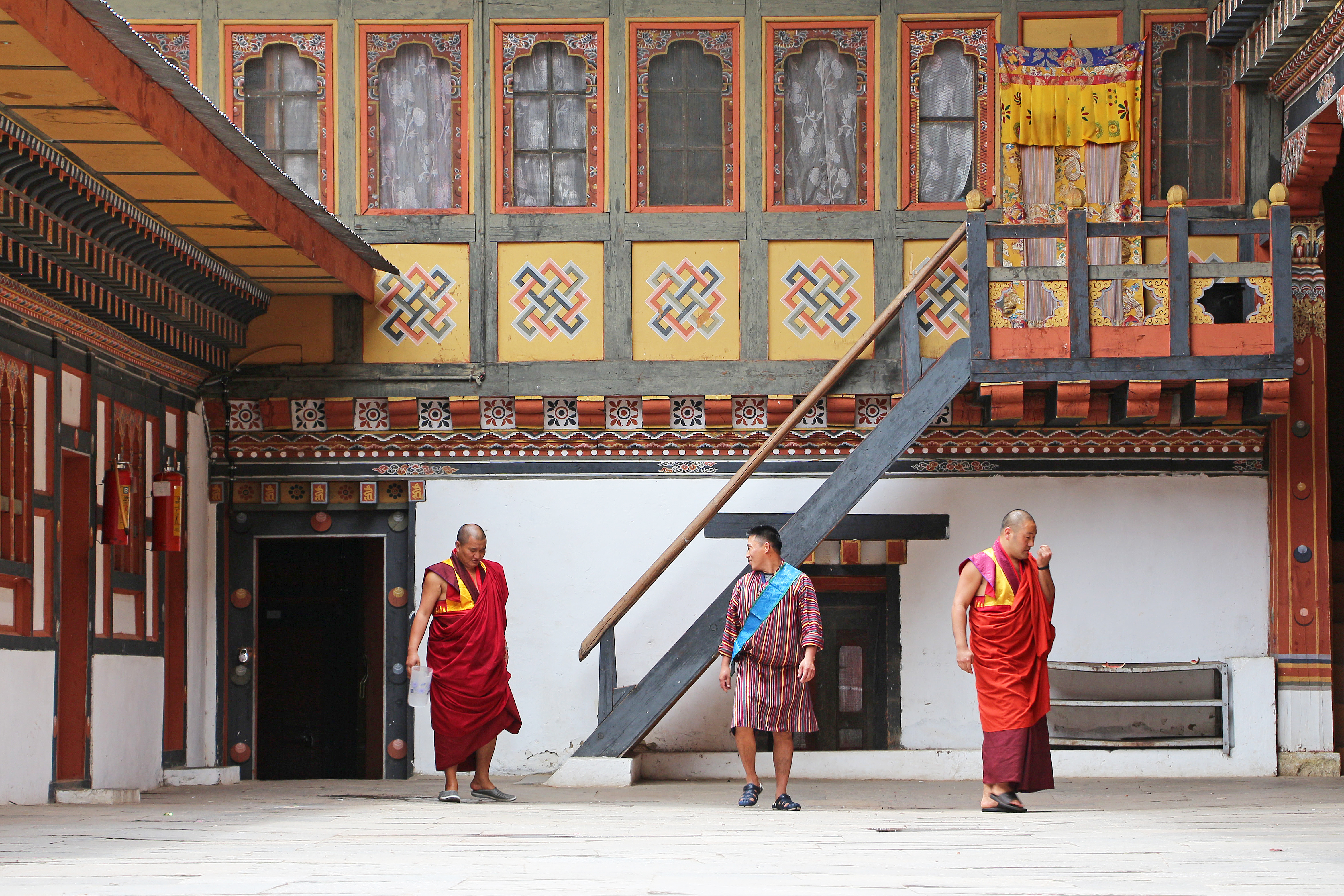
Moines au Tashichho dzong à Thimphou

Les monastères sont innombrables au Bhoutan.

## Hiérarchie
Les moines vêtus de rouge vivent dans les temples appelés dzong, et sont appelés gelong, sous l'autorité de lamas, chefs religieux et de maîtres portant le titre honorifique de Lopen (ex. Lopen Sonam Zangpo Rinpoché). Chaque monastère est dirigé par un abbé qui est un lama, bien que les titres sont distincts. Le plus haut moine du pays est l'abbé en chef du Bhoutan, dont le titre est Je Khenpo. Il est théoriquement équivalent en autorité au roi. Le  Dorje Lopen et le Je Khenpo, le chef religieux de la province sont les plus  hautes autorités puis viennent Darpe Lopen (maître de Grammaire et Lettres), du Yangé Lopen (maître de chant et liturgie), Tsenyi Lopen (maître de philosophie), du Khilkhor Lopen (maître ès arts), du Tsipe Lopen (maître en astrologie), l' Umzé (le maître du chœur) et le Kundzu (maître de discipline).

## Vie quotidienne
Les jeunes moines entrent au monastère à l'âge de six à neuf ans et sont immédiatement placées sous la tutelle d'un proviseur.  Ils apprennent à lire le chokey, la langue sacrée des textes anciens, ainsi que le dzongkha et  l'anglais. Finalement, ils devront choisir entre deux voies possibles :  étudier la théologie et la théorie bouddhiste, ou prendre la voie la plus commune de servir  dans les rituels et les pratiques personnelles de la foi. La vie quotidienne du moine est austère, surtout s'ils sont en poste  dans l'un des monastères situés au cœur  des montagnes.  Dans de ces monastères  la nourriture est souvent rare et doit être préparée  par les moines ou leurs visiteurs.  Les moines sont mal habillés pour l'hiver et les monastères ne sont pas chauffés.  Avoir un fils ou un frère en service dans un tel monastère est reconnu comme très bon « karma » pour toute la famille. La formation spirituelle du moine continue tout au long de sa vie. En plus de servir la communauté dans des rôles sacramentelle, il peut entreprendre plusieurs étendu retraites silencieuses.  Une durée commune pour une    retraite est de trois ans, trois mois, trois semaines et trois jours.  Au cours de la retraite, il sera temps de se réunir régulièrement et avec son maître spirituel qui lui test sur son développement pour assurer que le temps de la retraite ne soit pas gaspillé.  Le Conseil central des moines est une assemblée de quelque 600 moines qui participent aux fonctions les plus  religieuses du pays.  En été, ils sont logés dans Thimphou, la capitale du pays, et en hiver, ils descendent au dzong de Punakha, le dzong le plus sacré au Bhoutan, où le corps de Shabdrung Ngawang Namgyal reposa fin des années 1600.

## Catégorie de moines
Certains moines ont le droit de renoncer à leur célibat et de se marier : ils portent alors le nom de «  Gétré » ou moines à la retraite. Il existe un corps de moines dits « réincarnés », lesquels portent le nom de « Tulku »  ou de « Rinpoche » (moine grand précieux). Les « Gomchen », ermites, vivent chez eux et ont une famille et un travail comme les laïcs. Néanmoins ils sont formés en religion et peuvent animer des cérémonies et enseigner/ .  Leur vêtement n'est pas monastique mais ils portent une écharpe rouge comme le vêtement des moines. La plupart des moines du Bhoutan sont des gelong drukpa, mais certains sont nyingmapa.